# مارتین ایمیس
مارتین ایمیس (انگلیسی: Martin Amis؛ زادهٔ ۲۵ اوت ۱۹۴۹ – درگذشتهٔ ۱۹ مهٔ ۲۰۲۳) رمان‌نویس، نویسنده داستان کوتاه، استاد دانشگاه، نویسنده، و فیلم‌نامه‌نویس اهل بریتانیا بود. در سال ۲۰۰۸، روزنامه تایمز او را یکی از پنجاه نویسنده بزرگ بریتانیایی از سال ۱۹۴۵ به بعد معرفی کرد. او یک بار برنده جایزه یادبود جیمز تیت بلاک شد و دو بار در فهرست نامزدهای دریافت جایزه ادبی من بوکر قرار گرفت.
ایمیس ضمن تأثیر پذیرفتن از سبک و آثار سال بلو و ولادیمیر ناباکوف و همچنین پدرش کینگزلی ایمیس، بر بسیاری از رمان‌نویسان بریتانیایی اواخر قرن بیستم و اوایل قرن بیست و یکم، از جمله ویل سلف و زادی اسمیت، تأثیر گذاشت.
از فیلم‌ها یا برنامه‌های تلویزیونی که وی در آن نقش داشته‌است می‌توان به باد سخت در جامائیکا اشاره کرد.